# Stefan Maskiewicz
Stefan Maskiewicz (* 22. März 1959 in Hamburg) ist ein deutscher Künstler und Informatiker.

## Leben und Beruf
Stefan Maskiewicz studierte bei Harald Duwe, Ekkehard Thieme und Peter Nagel Malerei an der Muthesius Kunsthochschule Kiel. Bereits während des Studiums beschäftigte er sich mit der Wirkung unterschiedlicher Medien auf Bildinhalte. In der Arbeit zum Abschluss des Studiums beschäftigte er sich mit Video, Fotografie und Malerei. Es entstanden 10 großformatige Gemälde, 250 Großbilddias und ein 3-stündiger Film eines kleinen Details eines Alltagsgegenstandes. Spiegelungen und Lichtverhältnisse beeinflussen nuancenreich das Abbild. Der Film wurde mit Geräuschen und Sprachfetzen vertont.
In den frühen 1990ern wandte sich Maskiewicz den interaktiven Medien zu. Es entstanden zunächst interaktive Offline-Gestaltungen mit Typografie und Texten. 1993 wurden die ersten Produktionen im Internet veröffentlicht. Daneben entstanden etliche Konzepte für Medienperformances. 
Nach seiner Tätigkeit als Professor für Medien an der FH-Münster war Stefan Maskiewicz von Ende 2007 bis Juli 2019 Gymnasiallehrer für Kunst, Informatik, Physik und Englisch an der Heinrich-Heine-Schule Heikendorf (Kreis Plön). Seit 2019 arbeitet Maskiewicz in Alicante (Spanien) an der Europäische Schule Alicante und wird im Sommer 2024 nach Deutschland zurückkehren.

## Auszeichnungen
- 1994 Erster Internetpreis des ZKM Karlsruhe
- 2001 1. Preis des bis dato zum ersten Mal vergebenen Preis für digitale Literatur von T-Online und dem dtv.

## Werke
- 1984 Labyrinth und Gleichschaltung – Computeranimation zum Effekt der Gleichschaltung
- 1988 Dosen – Bilderzyklus (Intermediales Konzept, Video, Foto, Malerei)
- 1993 TheStory – interaktive Erzählung (deutsch)
- 1994 DigitalPoet – interaktive Projektion literarischer Texte auf Fotos (deutsch/englisch)
- 1997 Extension – Konzept einer Webcam-basierten Weltkarte (deutsch)
- 1998 Quadrego – innerer Dialog abgebildet als interaktives, intermediales MedienSpiel (deutsch)
- 2000 BlurTV – pixografie, digitale Medienbilder aus Bildschirmdetails als „postcard-art“
- 2003 becca&william – Shakespeares Sonnete als Dialog zweier Liebender im Online-Chat-Fake (englisch)
- 2003 Hölderlinizer – Copy and Paste Textmaschine (deutsch)
- 2004 pixel porno – interaktive Text- und Bildermaschine (deutsch)
- 2004 b.e.c.c.a project – interaktive Dialogmaschine, Online-Chat-Fake (deutsch)
- 2004 SensoTalk – interaktive dadaistische Dialogmaschine als Comic (englisch)
- 2008 Terra Nova – Bildserie als Ergebnis medialer Durchschreitung in Lackdruck auf Plane (Art on Demand)
- 2009 Schutzbehauptungen – intermedialer Bildzyklus Lackdruck auf Plane (Art on Demand)
- 2010 Maps of paradise -  Bilderserie, die Algorithmen verwendet, die für autonome Waffensysteme verwendet werden (art on Demand)
- 2012 New York Series - Eigenveröffentlichetes Buch mit 30 Ansichten von New York (englisch)
- 2016 RealFakeArt - Bilderzyklus von 6500 Bildern in digitaler Technik, die Aquarelle imitiert, Print auf Leinwand, beendet 2022 (Art on Demand)
- 2023 AI Challenge -  Bilderzyklus in digitaler Technik, die Produktion dauert an und wird im Internet veröffentlicht (Art on Demand)

## Website-Bearbeitung
Neben seiner Tätigkeit als Lehrer betreibt Maskiewicz eine Reihe von Websites in deutscher und englischer Sprache, die sich größtenteils mit dem Bereich interaktive Fiktion befassen. In der Vergangenheit bot der Künstler immer wieder Grafik-Schulungen an und hielt Vorträge auf verschiedenen Kunst- und Literatur-Kongressen an Universitäten.